# 拉彭塞山

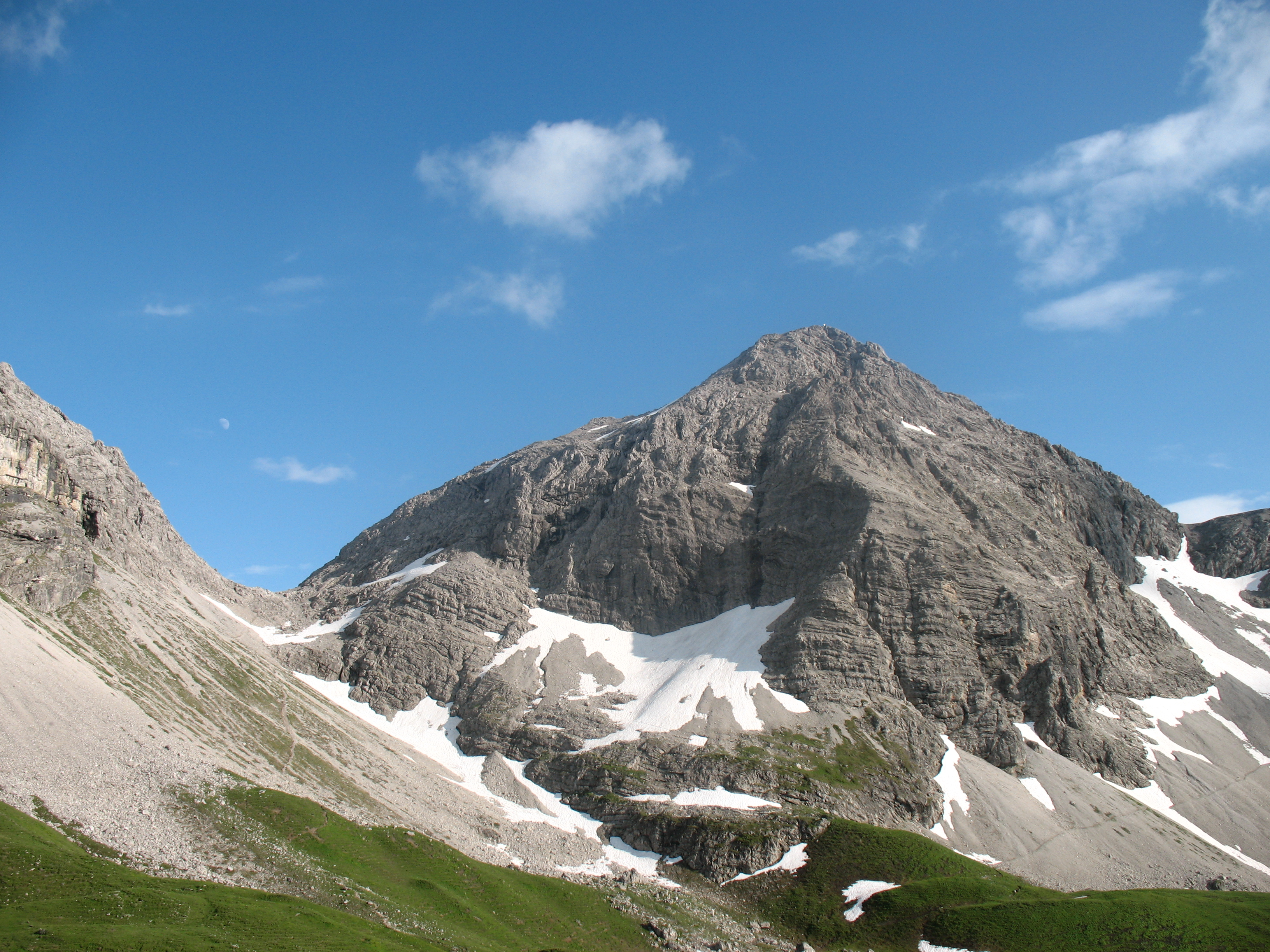

47°16′50″N 10°15′17″E / 47.28056°N 10.25472°E
拉彭塞山（德語：Rappenseekopf），是中歐的山峰，位於德國和奧地利接壤的邊境，屬於阿爾高阿爾卑斯山脈的一部分，距離羅特貢德峰1.1公里，海拔高度2,469米，每年平均降雨量1,730毫米。